# Рабочий (Оренбургская область)
Рабочий — поселок в Бугурусланском районе Оренбургской области в составе Пилюгинского сельсовета.

## География
Находится на расстоянии примерно 32 километра по прямой на юг от центра города Бугуруслан.

## Население
Население составляло 245 человек в 2002 году (русские 40%, казахи 43%), 154 по переписи 2010 года.